# 东胡
东胡是一个居住在古代中國東北方的古老文明部族，他們來自東夷。在商代初年便存在，在西周時首次出現文獻記載，到秦末漢初時被匈奴所滅，大約存在了一千年。东胡、濊貊與肃慎一同被称为东北古老三大部族。在被併入匈奴帝國後，東胡後来分支出鮮卑與烏桓。
現代語言學者一般認為东胡语言是一種古代蒙古語，属蒙古语族。

## 歷史記載
“东胡”一名最早见于成书年代可能是先秦的《逸周书》，《逸周书·王会篇》提到“东胡黄罴，山戎戎菽”，据近人考证认为，早在商初，东胡就已经存在，至春秋時代晚期南下至老哈河与西拉木伦河流域一帶活动，在开溝子发掘的墓葬被认为是东胡文化的遗址。先秦古籍《山海經·海內北經》提到“東胡在大澤東，夷人在東胡東”，當中的“大澤”被推斷是今內蒙古呼倫湖。
战国，东胡居住在燕国和赵国以北，《史記·匈奴列傳》记载“燕北有东胡、山戎”，这个时期东胡最为强盛，号称“控弦之士二十万”，曾多次南下侵入燕國。后被燕将秦开击败。
秦汉之际，东胡逐渐衰落。公元前206年，东胡被匈奴冒顿单于击败，併入匈奴帝國。馀部聚居乌桓山和鲜卑山，形成后来的乌桓族与鲜卑族。从此东胡的名字从历史上消失。

## 起源
東胡及其名稱的由來，自古有許多說法。

### 傳統說法
在中國古代，統稱塞北各民族為胡人、胡族。
胡這個名稱，可能起源自匈奴，匈奴人自稱為胡。烏其拉圖教授認為，胡，對應到蒙古語ku，為子的意思，然此說法忽略了「胡」字的上古漢語發音迥異於現代漢語。。
東胡，以胡自稱。一個說法是，因他們是居住在東邊的胡人，故稱東胡。另一個說法，則是以匈奴為西胡，居住於東邊的胡族，稱東胡。
中華民國學者呂思勉認為，東胡本自稱為鮮卑，東胡為漢人所加稱呼。
中華民國學者梁啟超認為，山戎為貉族一支，後成為東胡。蒙文通認為，東胡源自貉族。同屬貉族的林胡與東胡，名稱中皆有胡，因此出現胡人名稱。

### 西方漢學家
東胡可能是由他們以自身語言的自稱，經由中文轉寫而成。
現代考古發掘，發現東胡遺物與烏丸、鮮卑古物相近。

## 語言
1820年代的法國漢學家連薩認為東胡的音轉為通古斯，認為東胡即通古斯族，英國人巴克爾與法國人沙畹也有此看法，亦说通古斯民族起源于东胡。漢學家蒲立本認為，這是因為現代漢語發音的東胡，音近於通古斯（Tungus），所以他們將東胡等同於通古斯民族，並推論他們屬於通古斯語族，但這種說法缺少可靠證據。
現代語言學家認為東胡族語言屬於蒙古語族，為一種古代蒙古語，分支自原始蒙古語，因此主流學說認為東胡應分支自原始蒙古族，為古代蒙古族之一。

### 引用
1. ↑  .   [2018-07-08]. （原始内容存档于2018-07-08）.
2. 1 2  Andrews, Peter A. Felt tents and pavilions: the nomadic tradition and its interaction with princely tentage, Volume 1. Melisende. 1999. ISBN 1-901764-03-6.
3. ↑  田立坤《辽西地区先秦时期马具与马车》
4. ↑  司馬遷. . .  [-61].
5. ↑  《漢書》〈匈奴列傳〉：「單于遺漢書云：『南有大漢，北有強胡。胡者，天之驕子也。』」
6. ↑  《漢書》〈匈奴列傳〉：「單于姓攣鞮氏，其國稱之曰『撐犁孤塗單于』。匈奴謂天為『撐犁』，謂子為『孤塗』。單于者，廣大之貌也，言其象天單于然也。」
7. ↑  烏其拉圖《匈奴與薩滿教文化》：「從其語音和解釋可以斷定，「塗」字只能是蒙古語名詞複數粘附成份「d」、「t」的音寫。「胡」、「孤」為詞根「ku」的音寫，意為子，「孤塗」為「子」之複數。從古至今，蒙古語族的「ku」和突厥語族的「ogul」在語音和語義上幾乎沒有發生任何變化，所以，「胡」為操蒙古語族諸部落的自稱當不容置疑。」「在蒙古族薩蠻教觀念裡，人類是上蒼和大地之子。以《蒙古秘史》為代表的中世紀蒙古語裡，「ku」一詞無性別之分；現代蒙古族牧民口語裡，「ku」一詞也無性別之分；匈奴時代的蒙古語中，「ku」一詞更不可能有性別之分。該詞既是蒙古語裡的常用詞，又是從薩蠻教角度泛指人——天子、天之驕子。」
8. ↑  林惠祥《中國民族史》：「東胡之名稱，若果為漢人所加，究竟彼等自稱為何名？呂思勉云：『彼等之本名實為鮮卑，一因鮮卑占地較東胡為廣；二因其同族別支烏桓，其後不稱烏桓，而稱鮮卑。』」